# Euploea astrana
Euploea astrana är en fjärilsart som beskrevs av Hans Fruhstorfer 1913. Euploea astrana ingår i släktet Euploea och familjen praktfjärilar. Inga underarter finns listade i Catalogue of Life.